# Trần Văn Lâu
Trần Văn Lâu (sinh năm 1970) là một chính khách người Việt Nam. Ông hiện là Phó Bí thư Thành ủy, Chủ tịch Ủy ban nhân dân Thành phố Cần Thơ. Ông từng là Phó Bí thư Tỉnh ủy, Chủ tịch Ủy ban nhân dân tỉnh Sóc Trăng.

## Tiểu sử
Ông Trần Văn Lâu sinh năm 1970, quê xã Hòa Tú 1, huyện Mỹ Xuyên, tỉnh Sóc Trăng.

## Giáo dục
Ông có trình độ chuyên môn: Cử nhân Chính trị học; cao cấp lí luận chính trị.

## Quá trình công tác
Ông Trần Văn Lâu từng làm Trung đội trưởng Tiểu đoàn Phú Lợi, Trưởng ban Chính sách của Phòng Chính trị Bộ Chỉ huy Quân sự (BCHQS) tỉnh Sóc Trăng. Từ 2010-2015, ông Lâu làm Phó Chủ nhiệm Chính trị BCHQS tỉnh; Chính trị viên Ban Chỉ huy Quân sự huyện Long Phú rồi Phó Chính ủy BCHQS tỉnh Sóc Trăng. Cuối năm 2015, ông giữ chức Chính ủy BCHQS và Chỉ huy trưởng BCHQS tỉnh Sóc Trăng, mang hàm Đại tá.
Hồi tháng 6/2018, Ban Thường vụ Tỉnh ủy tổ chức trao Quyết định của Ban Bí thư chuẩn y chức vụ Ủy viên Ban Thường vụ Tỉnh ủy Sóc Trăng nhiệm kỳ 2015-2020 đối với Đại tá Trần Văn Lâu - Chỉ huy trưởng Bộ Chỉ huy Quân sự tỉnh Sóc Trăng.
Tại Đại hội đại biểu Đảng bộ tỉnh Sóc Trăng lần thứ XIV, nhiệm kỳ 2020-2025, ông Trần Văn Lâu được bầu làm Phó Bí thư Tỉnh ủy.
Sáng ngày 10 tháng 11 năm 2020, Hội đồng nhân dân tỉnh Sóc Trăng khóa IX nhiệm kỳ 2016-2021 họp lần thứ 21. Tại kỳ họp, các đại biểu HĐND đã bầu ông Trần Văn Lâu, Phó Bí thư Tỉnh ủy, giữ chức Chủ tịch Ủy ban nhân dân tỉnh Sóc Trăng nhiệm kỳ 2016-2021. Ông Trần Văn Chuyện được miễn nhiệm chức Chủ tịch UBND tỉnh Sóc Trăng.